# Costanzo Festa
Costanzo Festa (Piemonte, 1490 - Roma, 10 de abril de 1545) foi um compositor italiano da Renascença. Ainda que mais conhecido por seus madrigais, também escreveu música sacra. Foi o primeiro polifonista italiano de fama internacional.